# 日月神木
24°18′49″N 120°43′16″E / 24.313478°N 120.721224°E
日月神木，是位於臺灣臺中市后里區后里里的樟樹與榕樹，被當地人視為神樹、夫妻樹。

## 樹狀
日月神木位于后里區后里里成功路158巷的后里福德祠旁。后里村（今后里里）村長陳武進表示，日月神木是樟樹、榕樹生長在一起，有如夫妻樹般，取名為「樹公」、「樹婆」，合稱「日月神木」，是村內主要景點之一。據縣府於2003年5月份的文獻指出，「樹公」樟樹高30公尺，胸圍5.97公尺，高齡1000多歲；「樹媽」榕樹高度20公尺，胸圍4公尺，樹齡200多歲。其中榕樹由五根粗大的氣根穩定在地面，並有兩根鐵架支撐。

## 保育
1999年4月29日清晨，該榕樹一根長20公尺的老枝幹因主幹遭到螞蟻蛀蝕，以致乾裂突然折斷壓毀一民宅、壓傷一小女孩。
2000年3月28日，因樟樹感染介殼蟲病，由后里鄉長吳州孝會同保育單位實地會勘，決定由公所派清潔隊進行噴藥，並建議拆除水泥地面。同年，縣府擬訂縣內珍貴老樹保護計畫，條件有：樹圍4.7公尺以上、樹齡百年以上、特殊或具區域代表性的樹種，后里及大甲選出五棵，其中后里的三棵為澤民樹、日月神木。2002年，內政部補助800萬元保護台中縣六棵珍貴老樹，分別為東勢新伯公廟老樹、后里日月神木、清水信義公老榕樹、石岡五福臨門神木、太平土地公廟老樹、及豐原福德祠老樹。同年10月29日，縣府農業局邀請林試所樹醫生傅春旭診斷日月神木後，發現榕樹出現很大樹洞，樹幹嚴重腐朽，是多種木材腐菌造成，須儘速處理腐朽樹身並上藥、加上支撐架子，否則榕樹可能有倒塌造成公共危險。

## 信仰

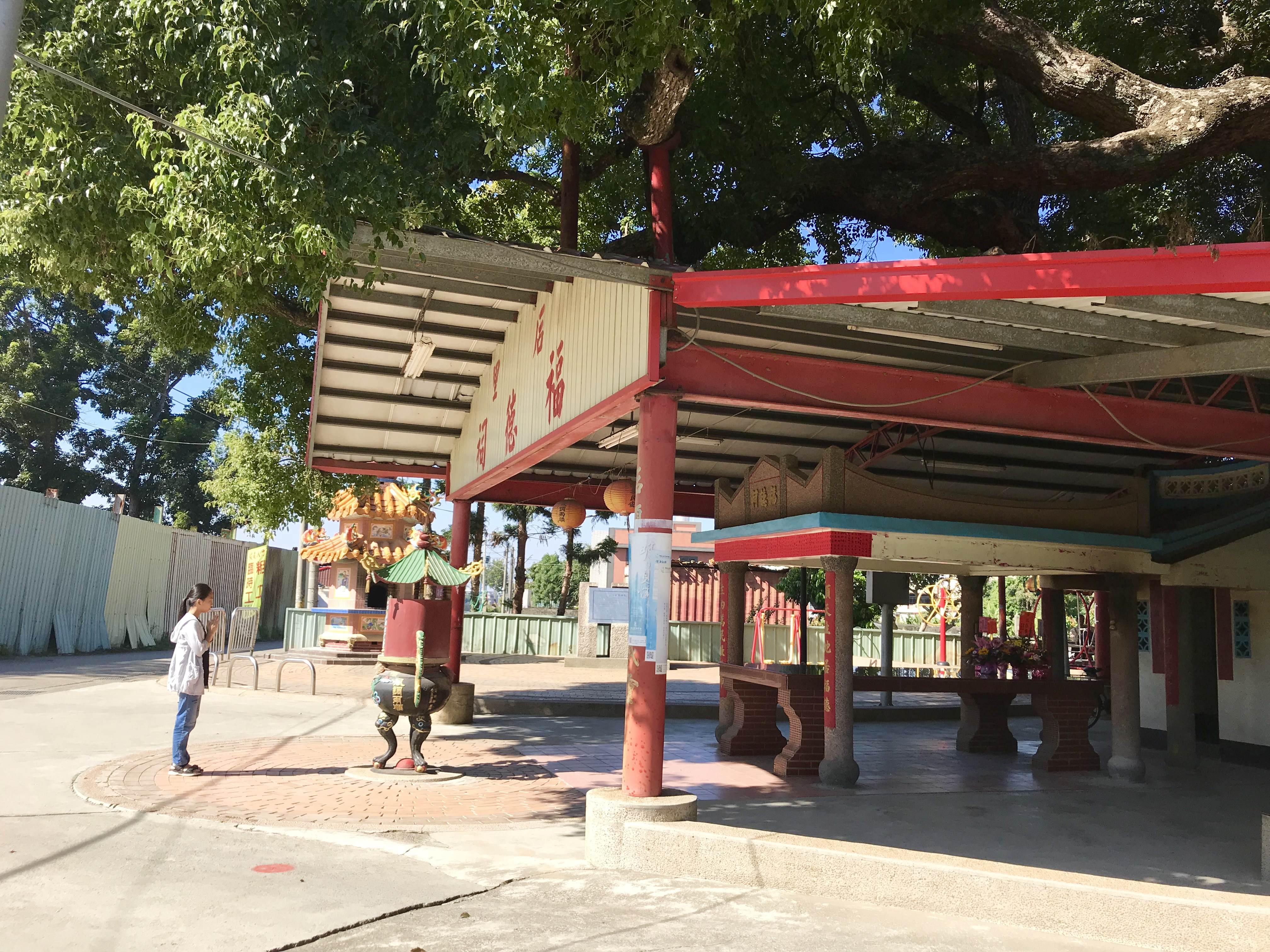
樹下的后里福德祠。

村民相信這對樹有靈，扮演著月下老人的角色，相互有意的男女只要一起潛心向老樹祈求，可獲得美滿良緣、白首到老，或感情不睦者來此祭拜可以獲佑，得到排解。